# Athelington
Athelington – wieś w Anglii, w hrabstwie Suffolk, w dystrykcie Mid Suffolk. Leży 27 km na północ od miasta Ipswich i 128 km na północny wschód od Londynu. W 2001 miejscowość liczyła 23 mieszkańców.